# Атрато
Атра́то (ісп. Atrato) — річка на північному заході Колумбії. Довжина 750 км, площа басейну становить 36 тисяч км².
Бере початок в Західній Кордильєрі Андів. Протікає з півдня на північ в широкій (до 80 км) заболоченій долині, між гірськими хребтами Серранія-де-Баудо та Західною Кордильєрою. Впадає до затоки Ураба Дар'єнської затоки Карибського моря.
Живлення дощове. Багатоводна у всі сезони, виносить багато наносів. Пересічні витрати води становлять приблизно 4,9 тис. м³/с. Судноплавна від міста Кібдо на 560 км.